# Burmah Oil
Burmah Oil var ett brittiskt oljebolag 1886–2000. Det grundades som Rangoon Oil Company i Glasgow 1886 för att exploatera oljefält i Brittiska Indien. Bolaget blev en storägare i Anglo-Persian Oil Company (APOC) som blev British Petroleum (BP) fram till första världskriget. Bolaget hade fram till 1901 monopol i Burma och var verksamt i Burma fram till 1963 då verksamheten förstatligades av den burmesiska staten. Bolaget köpte Castrol 1966. 2000 blev Burmah Oil uppköpt av BP.